# Graf-Werder-Kaserne
Die Graf-Werder-Kaserne ist eine nach dem preußischen General der Infanterie August von Werder benannte Kaserne der Bundeswehr in Saarlouis im Saarland. In der Kaserne befinden sich unter anderem der Stabssitz der Luftlandebrigade 1, ihre Stabs- und Fernmeldekompanie sowie das Landeskommando Saarland. 2021 waren in der Kaserne 480 Soldaten und 110 Zivilbeschäftigte stationiert.

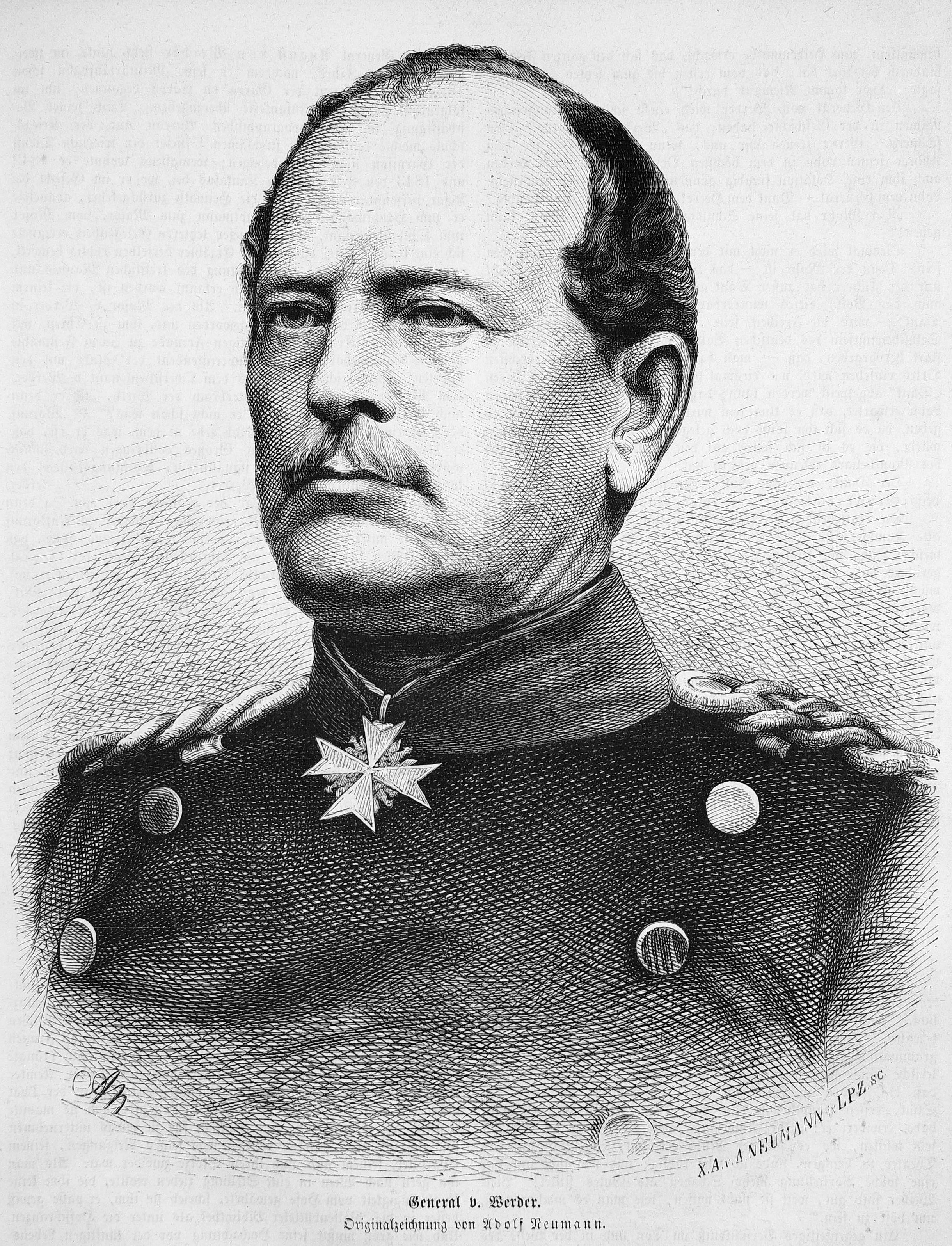
August von Werder, 1871 in Die Gartenlaube.

## Lage
Die Kaserne liegt etwa 900 Meter westlich des Großen Marktes und des Stadtzentrums von Saarlouis. 100 Meter nordöstlich verläuft der Saaraltarm, sechseinhalb Kilometer südöstlich der Kaserne verläuft die Staatsgrenze zu Frankreich.

## Geschichte
Die Graf-Werder-Kaserne wurde 1913 unmittelbar vor dem Ersten Weltkrieg unter dem Namen „Jägerkaserne“ errichtet; in der Kaserne war zunächst das Jägerregiment Nr. 13 des Deutschen Heeres disloziert. Nach Ende des Ersten Weltkriegs beherbergte die Kaserne unter dem Namen „Quartier Lasalle“ französische Besatzungssoldaten.
Im Jahr 1937 erfolgte, zu Ehren von August von Werder, die Umbenennung in „Graf-Werder-Kaserne“. Ab 1938 beherbergte die Graf-Werder-Kaserne das Maschinengewehrbataillon 13 der Wehrmacht, das während des Zweiten Weltkriegs unter anderem in Dänemark, Finnland und Norwegen eingesetzt wurde.
Von 1945 bis 1968 diente die Kaserne zunächst wieder der Unterbringung französischer Soldaten, bis 1948 unter dem Namen „Quartier Fleurus“, ab 1948 schließlich als „Quartier Ney“, benannt nach dem französischen Maréchal d’Empire Michel Ney, der 1769 in Saarlouis geboren wurde. Bereits 1946 errichtete Jean Lambert-Rucki auf der 300 Meter entfernt liegenden Vaubaninsel im Saaraltarm ein Denkmal zu Ehren Neys. Vier Jahre nach dem Abzug der französischen Truppen 1968 wurde die Kaserne – trotz eines Vorschlags des damaligen Saarlouiser Bürgermeisters Manfred Henrich, die Kaserne weiterhin zu Ehren Neys „Marschall-Ney-Kaserne“ zu nennen – im Jahr 1972 abermals nach von Werder benannt.
Ab 1971 war die Graf-Werder-Kaserne Stabssitz der Luftlandebrigade 26, bis diese im Jahr 2015 aufgelöst wurde.

## Aktive Dienststellen
Folgende Dienststellen befinden sich aktuell in der Graf-Werder-Kaserne (Auswahl, Stand: 2022):
- Luftlandebrigade 1
- Stabs- und Fernmeldekompanie Luftlandebrigade 1
- Luftlandepionierkompanie 260
- Karrierecenter der Bundeswehr Saarlouis

Seit 2007 sitzt außerdem das Landeskommando Saarland mit dem Familienbetreuungszentrum Saarlouis in der Graf-Werder-Kaserne.